# Алекс Морган
Александра Морган Караско (на английски: Alexandra Morgan Carrasco) е американска футболистка.
Родена е на 2 юли 1989 година в Сан Димас. Тренира футбол от 14-годишна, а през 2007 – 2010 година, докато учи в Калифорнийския университет – Бъркли, играе в университетския отбор. След това играе в професионални отбори, като „Портланд Торнс ФК“ (2013 – 2016) и „Орландо Прайд“ (от 2016). От 2010 година играе в националния отбор, с който печели световното първенство през 2015 година, а от 2018 година е един от неговите капитани.